# Isabelle Lortholary
Pour les articles homonymes, voir Lortholary.
Isabelle Lortholary,née à Paris, est une journaliste, écrivaine et critique littéraire française.

## Biographie
Entre 1992 et 1995, Isabelle Lortholary est attachée de presse dans l'édition. Elle rejoint ensuite le magazine ELLE  en tant que journaliste et critique littéraire jusqu'en mars 2013. Elle collabore ensuite à différents titres ( Psychologies Magazines, Styles de l'Express, Figaro Madame). À partir de 2017, elle participe chaque mois à  La Revue des 2 Mondes
Entre 2005 et 2012, elle co-dirige plusieurs ouvrages littéraires (collectifs) en tant qu'éditrice et directrice de collection. 
Elle écrit et publie nouvelles et romans depuis 2007. 
Depuis 2019, elle travaille régulièrement pour Point de Vue. 

## Œuvres
- Heureuse, ou presque, Paris, Éditions Stock, 2007, 118 p.  (ISBN 978-2-234-06038-8)[1]
- Autobiographie à la jumelle, Paris, Éditions l’Iconoclaste, 2009, 109 p.  (ISBN 978-2-913366-24-4)
- Des femmes, de l'autre côté, Paris, Éditions Gallimard, coll. « Blanche », 2011, 153 p.  (ISBN 978-2-07-013325-3)[2]
- Ma nouvelle vie, ill. par Cati Baur , Bruxelles, Belgique, Éditions Casterman, coll. « Casterman junior : comme la vie », 2012, 83 p.  (ISBN 978-2-203-06079-1)[3]
- Chanson pour septembre, Paris, Éditions Gallimard, coll. « Blanche », 2014, 250 p.  (ISBN 978-2-07-014401-3)[4]
- L’Année pensionnaire, Paris, Éditions Gallimard, coll. « Blanche », 2016, 144 p.  (ISBN 978-2-07-017978-7)
- Jumelles, Jumeaux, une histoire de miroir, Paris, Editions Albin Michel, 2018, 312 p.